# The Bird of Prey (film 1918)
The Bird of Prey è un film muto del 1918 diretto da Edward J. Le Saint che aveva come interpreti Gladys Brockwell, Herbert Heyes, L.C. Shumway, Willard Louis.
La sceneggiatura di Charles Kenyon e Albert Kenyon si ispira a una (non definita) storia di Guy de Maupassant.

## Trama

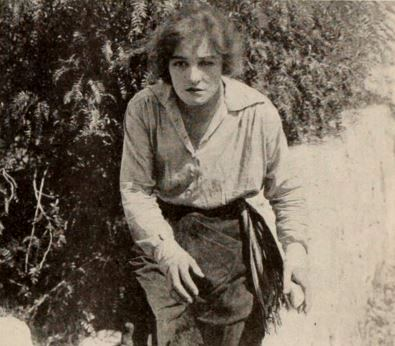
Gladys Brockwell

Dick Brown, dopo essere stato respinto da Adele Durant, si suicida in presenza della donna che viene allora accusata di essere responsabile di quella morte da Robert Bradley, un amico del morto. Robert minaccia di farla arrestare per omicidio se lei non accetterà di mettere la vita nelle sue mani. Così la porta in una zona isolata del Messico, abbandonandola come punizione in una sala da ballo malfamata. Adele si unisce a un gruppo di banditi che stanno pianificando il progetto di impadronirsi di una miniera appartenente a un gringo. Quando scopre che i fuorilegge intendono ucciderne il proprietario, lei riesce ad avvertirlo scoprendo che l'uomo non è altri che Robert. Anche se i due si detestano l'un l'altra, sono costretti a fuggire insieme, ma vengono catturati e presi prigionieri insieme ad altri ostaggi della banda. Mentre Robert cerca aiuto, Pedro Vasquale, uno dei banditi, minaccia di uccidere i prigionieri se Adele non accetterà di subire le sue "attenzioni". Quando però lui le mette le mani addosso, la donna reagisce accoltellandolo. Robert riconosce il carattere nobile di Adele e la sposa.

## Produzione
La lavorazione del film, prodotto dalla Fox Film Corporation, si concluse a metà giugno 1918.

## Distribuzione
Il copyright del film, richiesto da William Fox, fu registrato l'11 agosto 1918 con il numero LP12770.

Distribuito dalla Fox Film Corporation e presentato da William Fox, il film uscì nelle sale cinematografiche statunitensi l'11 agosto 1918. In ottobre, di tenne una prima californiana a Los Angeles, dove fu presentato al Miller Theatre.
Il film fu distribuito in Danimarca il 26 agosto 1921 con il titolo Rovfuglen.

### Accoglienza e censura
Secondo alcuni giornali dell'epoca, la critica nei confronti del film fu piuttosto tiepida. Il pubblico, invece, si dimostrò molto più caloroso, a vedere gli incoraggianti risultati al botteghino riportati dal Motion Picture News del 16 novembre 1918.

Il film incontrò problemi con la censura: a Chicago, ne venne proibita la visione per immoralità, omicidio e altri atti illeciti, come riportava Exhibitors Herald and Motography del 3 agosto 1918. Il numero di settembre dello stesso giornale elencava poi un lungo numero di modifiche che erano state apportate al film per consentirne la visione anche a Chicago.

### Conservazione
Non si conoscono copie ancora esistenti della pellicola che viene considerata presumibilmente perduta.